# Projekt lidského genomu

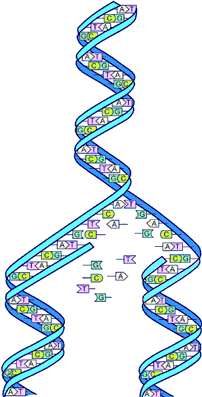
Replikace DNA

Projekt lidského genomu (anglicky Human Genome Project, HGP) byl mezinárodní vědecký výzkumný projekt, jehož hlavním cílem bylo zjištění sekvence párů chemických bází v DNA a zmapování zhruba 20 000–25 000 genů lidského genomu z fyzikálního i funkčního hlediska.
Projekt započal v říjnu 1990 pod koordinací Ministerstva energetiky a Národními ústavy zdraví Spojených států amerických. Ředitelem projektu byl nejprve James D. Watson a později se jím stal Francis Collins. V roce 2000 byla zveřejněna pracovní verze genomu a v roce 2003 pak konečná verze výsledků, které byly později podrobněji analyzovány. Většina sekvenování probíhala na univerzitách a výzkumných pracovištích ve Spojených státech, Spojeném království, Japonsku, Francii a Německu. Paralelně k vládnímu programu probíhal od roku 1998 soukromý projekt společnosti Celera, kterou založil biolog a podnikatel Craig Venter.
I když cílem Projektu lidského genomu bylo porozumění genetické povaze lidí, zaměřoval se i na jiné živočišné druhy, např. na bakterii Escherichia coli, octomilku nebo laboratorní myš.